# توديا
الملك توديا هو من أقدم الملوك الآشوريين الذين وردت أسماؤهم في قائمة ملوك آشور، وأول ملك من الملوك السبعة عشر الذين عاشوا في الخيام، ويعرفون بـ«ملوك الخيام»، اللذين عاشوا في بداية العصر البرونزي. وفقاً لعالم الآشوريات الفرنسي جورج رو فأن الملك توديا كان قد عاش في النصف الأخير من القرن ال25 قبل الميلاد، أي ما بين 2450 قبل الميلاد إلى 2400 قبل الميلاد. وخلفه الملك آدامو.
تعتبر المعلومات شحيحة جداً حول شخصه، حتى أن مجموعة كبيرة من المؤرخين اعتبرته شخصية أسطورية. لكن التنقيبات الأثرية التي أجريت في مدينة إبلا التاريخية السورية عام 1964 أشارت إلى وجوده عندما أكتشف لوح طيني فيه ختم يشير إلى الملك توديا على معاهدة تجارية مع «إبريوم» وزير الملك «ايشار-دامو» ملك إيبلا، وينكر المؤرخين حالياً تلك القراءة بالكامل ويشككون فيها، كما إن العديد من العلماء قد ادعت مؤخرا أن المعاهدة المعنية لم تكن مع الملك توديا، ويذهب البعض إلى أن المقصود به قد يكون سرجون الأكدي.